# Gyrotaenia trujilloana
Gyrotaenia trujilloana är en nässelväxtart som beskrevs av Howard. Gyrotaenia trujilloana ingår i släktet Gyrotaenia och familjen nässelväxter. Inga underarter finns listade i Catalogue of Life.